# Ishwar Gupta Setu
Le Ishwar Gupta Setu ou Iswar Gupta Setu (en bengali : ঈশ্বর গুপ্ত সেতু) est un pont routier de 1,056 25 km de long qui traverse la Hooghly à Bansberia (district de Hooghly et Kalyani (district de Nadia) au Bengale-Occidental, en Inde. 
L'autoroute Kalyani traverse le pont, reliant la route nationale 12 à la route nationale 19. Il doit son nom au poète bengali du XIXe siècle  Ishwar Chandra Gupta. 
Le pont d'origine est une structure en béton précontraint en porte-à-faux équilibré portant une chaussée à quatre voies de 10,5 m de large sur une travée de 676 m. En raison de la demande accrue, un deuxième pont à haubans parallèle, à six voies, doté de sept travées totalisant 714 m et d'un tablier de 35 m de large, est en construction depuis 2018 pour améliorer la capacité et la résilience.

## Histoire
Le pont Ishwar Gupta Setu doit son nom au poète Ishwar Chandra Gupta. Mis en service en 1978, il est construit entre 1981 et 1989 afin de réduire la circulation dans les districts de Hooghly et de Nadia. Le 6 octobre 1989, Jyoti Basu, ancien ministre en chef du Bengale-Occidental, l'inaugure à Kalyani,. A la suite des dommages subis par le pont, un nouveau pont Ishwar Gupta Setu est en construction par la West Bengal Highway Development Corporation. 

## Structure
L'Ishwar Gupta Setu est un pont routier en béton précontraint à cantilever équilibré, commandé par le Département des travaux publics du Bengale occidental et inauguré en 1989. Sa structure principale porte une chaussée à quatre voies de 10,5 m de large au-dessus du fleuve Hooghly sur une longueur totale de pont proprement dite de 676 m. 
Un pont parallèle à haubans extradosés, le Second Ishwar Gupta Setu (en), est en construction, juste à côté, depuis 2018. Il est conçu par Cowi en collaboration avec RITES (en) et construit par Larsen & Toubro. Il comportera six voies, une portée de 714 m en sept travées (dont une travée principale de 120 m), un tablier de 35 m de large pour six voies de circulation et sera doté de pylônes et haubans extradosés inclinés pour réduire l'épaisseur du tablier et améliorer son aspect fin,. 

## Galerie

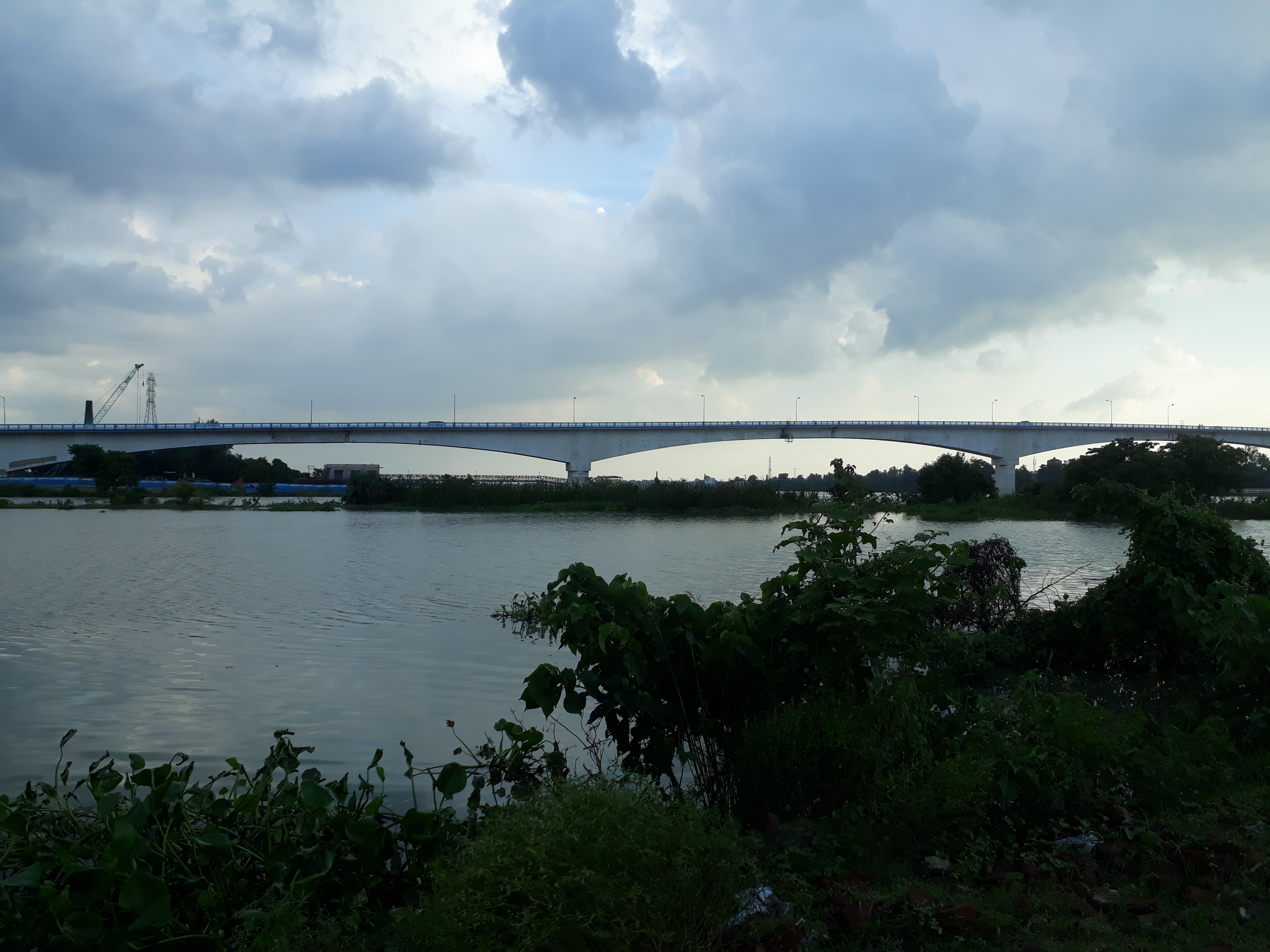
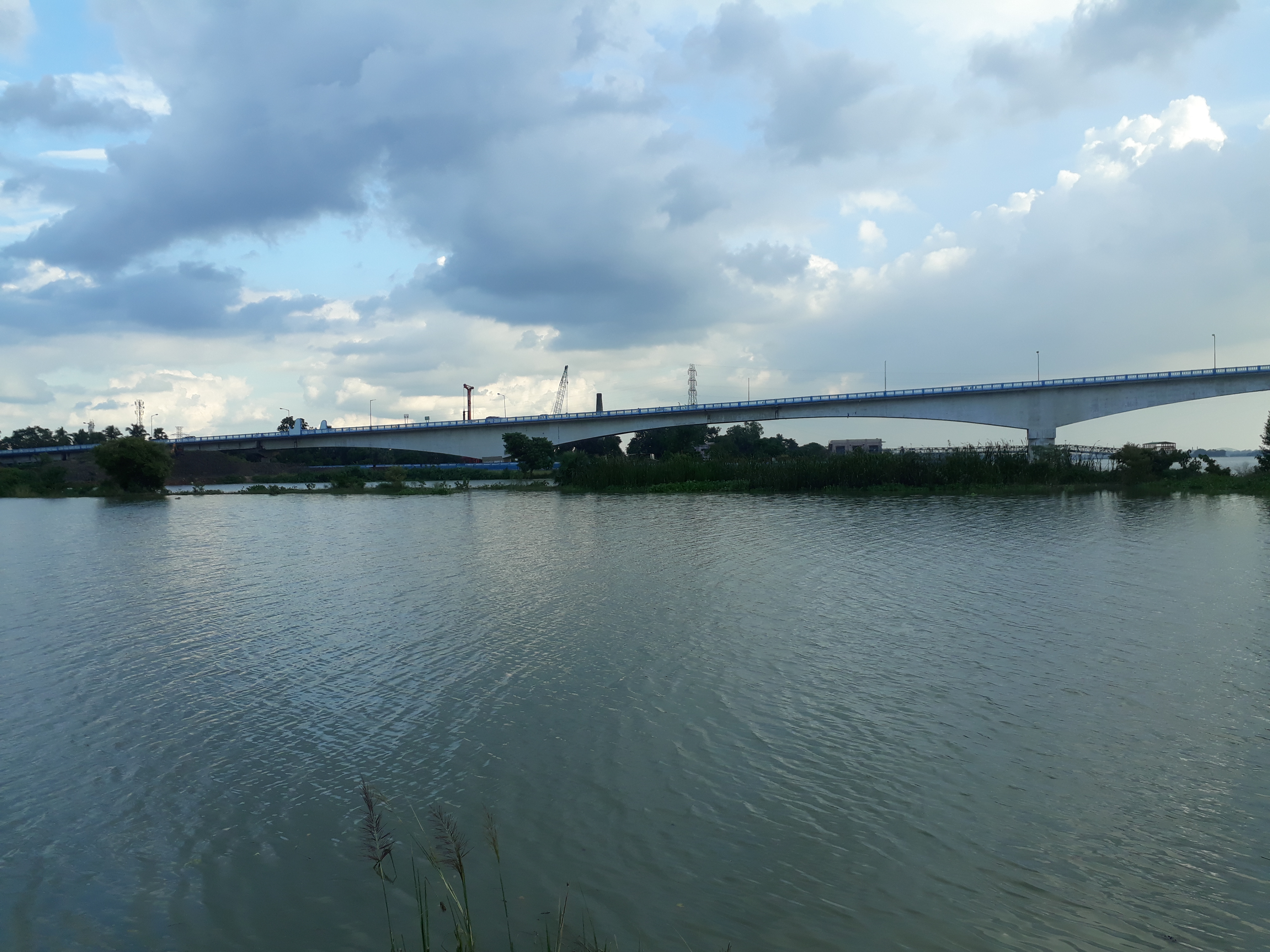
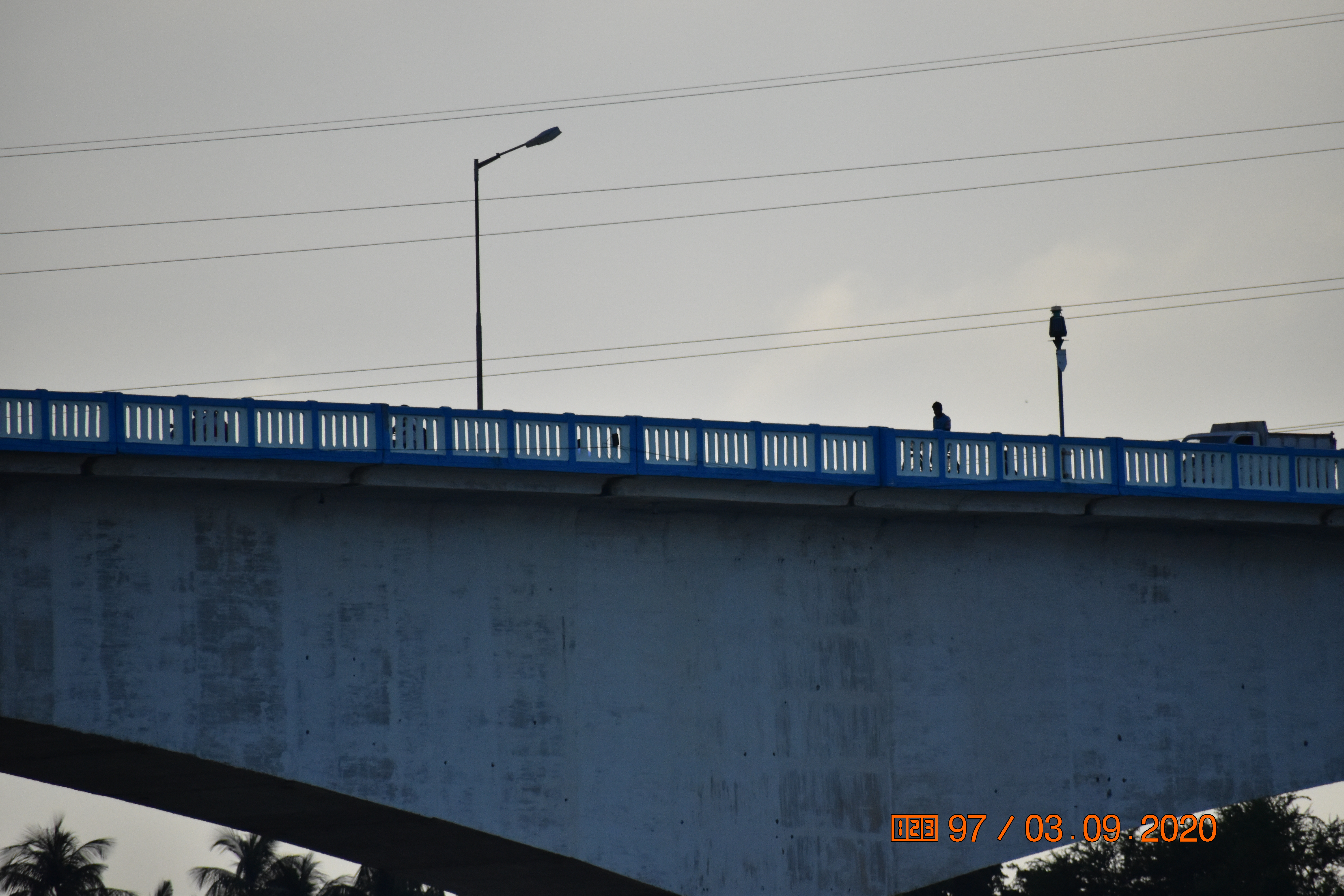
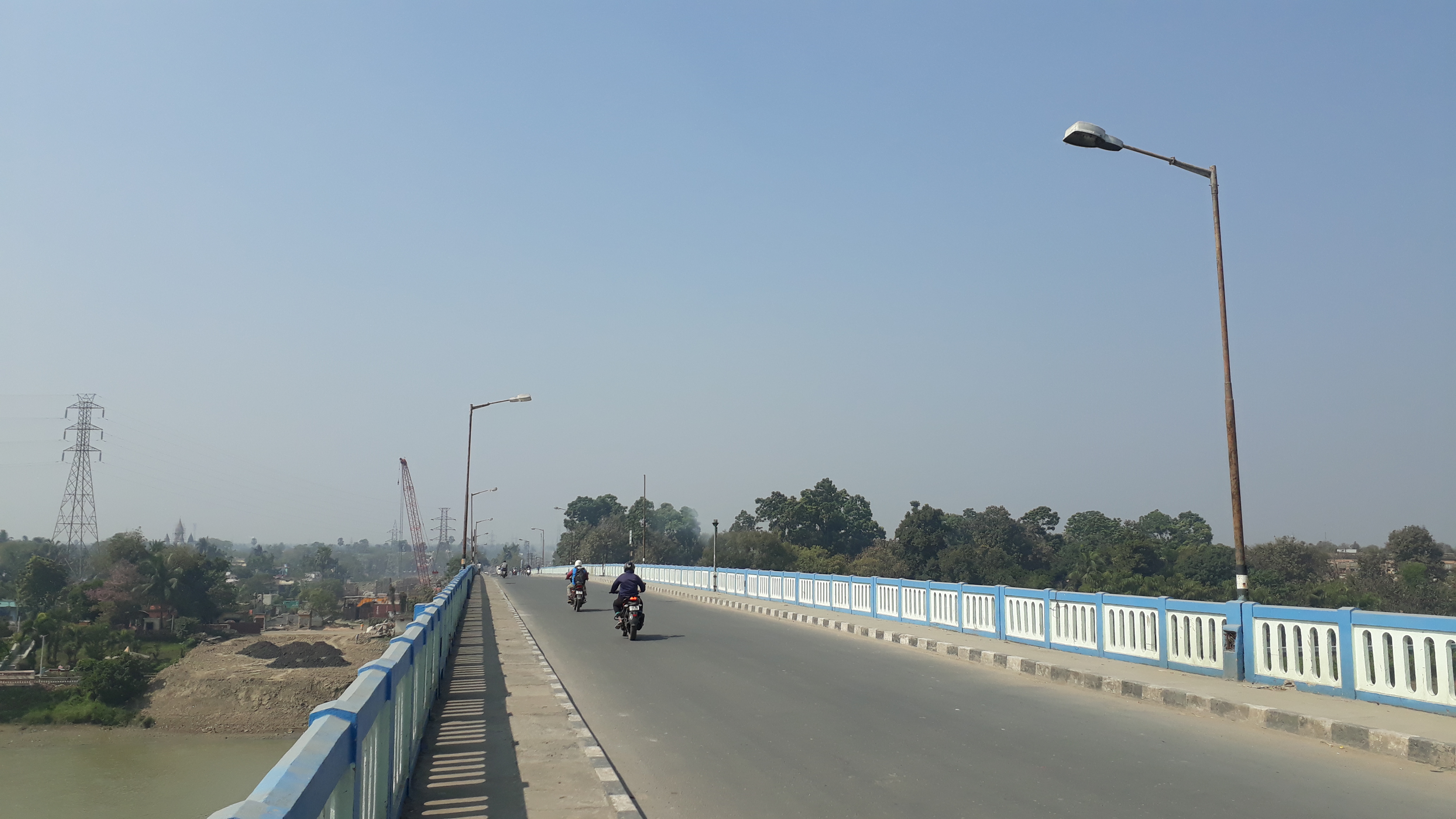